# Endrunde der Deutschen Mannschaftsmeisterschaft im Schach 1974
Die Endrunde der Deutschen Mannschaftsmeisterschaft im Schach 1974 fand vom 22. bis 24. November 1974 im Parkrestaurant Südende in Berlin statt. Teilnahmeberechtigt waren mit dem Titelverteidiger Solinger SG 1868, dem SC Königsspringer Frankfurt, der SG Porz und der SVg Lasker-Steglitz die Sieger von vier Qualifikationsturnieren.

## 1. Runde
In der 1. Runde setzte sich die SG 1868 Solingen durch einen klaren Erfolg gegen die SVg Lasker-Steglitz an die Spitze. Gleichzeitig trennten sich der SC Königsspringer Frankfurt und die SG Porz unentschieden.
| Brett | SC Königsspringer Frankfurt | SG Porz             | 4:4     |
| ----- | --------------------------- | ------------------- | ------- |
| 1     | Bela Soos                   | Paul Tröger         | 1:0     |
| 2     | Gerhard Fahnenschmidt       | Paul Ellrich        | 0,5:0,5 |
| 3     | Ulrich Nehmert              | Bodo Schmidt        | 0,5:0,5 |
| 4     | Wolfram Bialas              | Hans Pesch          | 1:0     |
| 5     | Ralf Heß                    | Hans-Jürgen Frenzel | 0:1     |
| 6     | Hans-Joachim Clara          | Edmund Budrich      | 0:1     |
| 7     | Egon Kurz                   | Wilfried Hilgert    | 1:0     |
| 8     | Günther Engers              | Rüdiger Schmidt     | 0:1     |

| Brett | Solinger SG 1868   | SVg Lasker-Steglitz | 6:2     |
| ----- | ------------------ | ------------------- | ------- |
| 1     | Robert Hübner      | Herbert Kauschmann  | 1:0     |
| 2     | Lubomir Kavalek    | Heinrich Burger     | 1:0     |
| 3     | Hans-Joachim Hecht | Ralf-Axel Simon     | 1:0     |
| 4     | Mathias Gerusel    | Wolfgang Zbikowski  | 1:0     |
| 5     | Heinz Lehmann      | Albrecht Colditz    | 0:1     |
| 6     | Hans Besser        | Gert Nieß           | 0,5:0,5 |
| 7     | Hans Caesar        | Steffen Erckens     | 1:0     |
| 8     | Johannes Eising    | Günther Flad        | 0,5:0,5 |

## 2. Runde
In der 2. Runde blieben sowohl die SG 1868 Solingen gegen die SG Porz als auch der SC Königsspringer Frankfurt gegen die SVg Lasker-Steglitz siegreich.
| Brett | SG Porz             | Solinger SG 1868   | 3,5:4,5 |
| ----- | ------------------- | ------------------ | ------- |
| 1     | Werner Pesch        | Robert Hübner      | 0:1     |
| 2     | Paul Tröger         | Lubomir Kavalek    | 0,5:0,5 |
| 3     | Paul Ellrich        | Hans-Joachim Hecht | 0,5:0,5 |
| 4     | Bodo Schmidt        | Mathias Gerusel    | 0,5:0,5 |
| 5     | Hans Pesch          | Günter Capelan     | 0,5:0,5 |
| 6     | Edmund Budrich      | Hans Besser        | 0,5:0,5 |
| 7     | Hans-Jürgen Frenzel | Herbert Scheidt    | 0,5:0,5 |
| 8     | Rüdiger Schmidt     | Johannes Eising    | 0,5:0,5 |

| Brett | SC Königsspringer Frankfurt | SVg Lasker-Steglitz | 5,5:2,5 |
| ----- | --------------------------- | ------------------- | ------- |
| 1     | Bela Soos                   | Herbert Kauschmann  | 1:0     |
| 2     | Ulrich Nehmert              | Heinrich Burger     | 0,5:0,5 |
| 3     | Gerhard Fahnenschmidt       | Ralf-Axel Simon     | 1:0     |
| 4     | Wolfram Bialas              | Wolfgang Zbikowski  | 0:1     |
| 5     | Ralf Heß                    | Albrecht Colditz    | 1:0     |
| 6     | Egon Kurz                   | Gert Nieß           | 0,5:0,5 |
| 7     | Hans-Joachim Clara          | Steffen Erckens     | 1:0     |
| 8     | Günther Engers              | Günther Flad        | 0,5:0,5 |

## 3. Runde
Mit der SG 1868 Solingen und dem SC Königsspringer Frankfurt trafen der Erste und der Zweite der Tabelle in der Schlussrunde aufeinander. Mit einem 4:4 konnten die Solinger die Tabellenspitze verteidigen. Auch der Wettkampf zwischen der SG Porz und der SVg Lasker-Steglitz endete 4:4, womit Porz den dritten Platz erreichte.
| Brett | SVg Lasker-Steglitz | SG Porz             | 4:4     |
| ----- | ------------------- | ------------------- | ------- |
| 1     | Herbert Kauschmann  | Paul Tröger         | 1:0     |
| 2     | Heinrich Burger     | Paul Ellrich        | 1:0     |
| 3     | Ralf-Axel Simon     | Werner Pesch        | 0:1     |
| 4     | Wolfgang Zbikowski  | Bodo Schmidt        | 0:1     |
| 5     | Albrecht Colditz    | Hans Pesch          | 0,5:0,5 |
| 6     | Gert Nieß           | Edmund Budrich      | 1:0     |
| 7     | Dietmar Poppner     | Hans-Jürgen Frenzel | 0:1     |
| 8     | Günther Flad        | Rüdiger Schmidt     | 0,5:0,5 |

| Brett | Solinger SG 1868   | SC Königsspringer Frankfurt | 4:4     |
| ----- | ------------------ | --------------------------- | ------- |
| 1     | Robert Hübner      | Gerhard Fahnenschmidt       | 0,5:0,5 |
| 2     | Lubomir Kavalek    | Bela Soos                   | 1:0     |
| 3     | Hans-Joachim Hecht | Ulrich Nehmert              | 0,5:0,5 |
| 4     | Günter Capelan     | Ralf Heß                    | 0:1     |
| 5     | Mathias Gerusel    | Wolfram Bialas              | 1:0     |
| 6     | Johannes Eising    | Egon Kurz                   | 0,5:0,5 |
| 7     | Hans Besser        | Hans-Joachim Clara          | 0:1     |
| 8     | Harm Cording       | Günther Engers              | 0,5:0,5 |

## Abschlusstabelle
|    | Verein                      | Sp | G | U | V | MP  | Brett-P.  |
| -- | --------------------------- | -- | - | - | - | --- | --------- |
| 1. | Solinger SG 1868 (M)        | 3  | 2 | 1 | 0 | 5:1 | 14,5:9,5  |
| 2. | SC Königsspringer Frankfurt | 3  | 1 | 2 | 0 | 4:2 | 13,5:10,5 |
| 3. | SG Porz                     | 3  | 0 | 2 | 1 | 2:4 | 11,5:12,5 |
| 4. | SVg Lasker-Steglitz         | 3  | 0 | 1 | 2 | 1:5 | 8,5:15,5  |

## Entscheidungen
|     | Deutscher Meister: SG 1868 Solingen |
| (M) | amtierender Deutscher Meister       |

## Kreuztabelle
| Ergebnisse | Ergebnisse                  | 1. | 2. | 3. | 4. |
| ---------- | --------------------------- | -- | -- | -- | -- |
| 1.         | Solinger SG 1868            |    | 4  | 4½ | 6  |
| 2.         | SC Königsspringer Frankfurt | 4  |    | 4  | 5½ |
| 3.         | SG Porz                     | 3½ | 4  |    | 4  |
| 4.         | SVg Lasker-Steglitz         | 2  | 2½ | 4  |    |

## Die Meistermannschaft
| 1.            | Solinger SG 1868 |
| Schachfiguren | Robert Hübner, Lubomir Kavalek, Hans-Joachim Hecht, Mathias Gerusel, Heinz Lehmann, Günter Capelan, Hans Besser, Harm Cording, Hans Caesar, Herbert Scheidt, Johannes Eising. |